# Санфранциска обществена библиотека
Санфранциската обществена библиотека (на английски: San Francisco Public Library) е обществена библиотечна мрежа, обслужваща град Сан Франциско в щата Калифорния.
Главната библиотека на мрежата се намира в „Сивик сентър“ на пресечката на улиците „Ларкин“ (Larkin St.) и „Гроув“ (Grove St.) в близост до ул. „Маркет“.
Първата обществена библиотека в Сан Франциско е отворила врати през 1879 г., 30 години след Калифорнийската златна треска. Първите 3 клона на библиотеката са отворени през 1888 - 1889 г. в Мишън, Норт Бийч и Потреро Хил. Санфранциската обществена библиотека днес има 27 клона. Най-новият е отворен в Мишън Бей през юли 2006 г.